# 布斯图什
布斯图什是葡萄牙阿威罗区的一个堂区。总面积10.12平方公里，总人口2576人，人口密度254.5人/平方公里。